# Monte (Murtosa)
Monte es una freguesia portuguesa del concelho de Murtosa, con 2,40 km² de superficie y 1.116 habitantes (2001). Su densidad de población es de 465,0 hab/km².